# Droga wojewódzka nr 272
Droga wojewódzka nr 272 (DW272) – droga wojewódzka o długości 21 km łącząca S5, S91 i E261 ze Świecia z DK91 (wcześniej DK1) i z DK16 w m. Dolna Grupa.

## Miejscowości leżące przy trasie DW272
- Świecie
- Sulnowo
- Belno
- Laskowice
- Jeżewo
- Grupa
- Dolna Grupa